# Opération Tannenberg

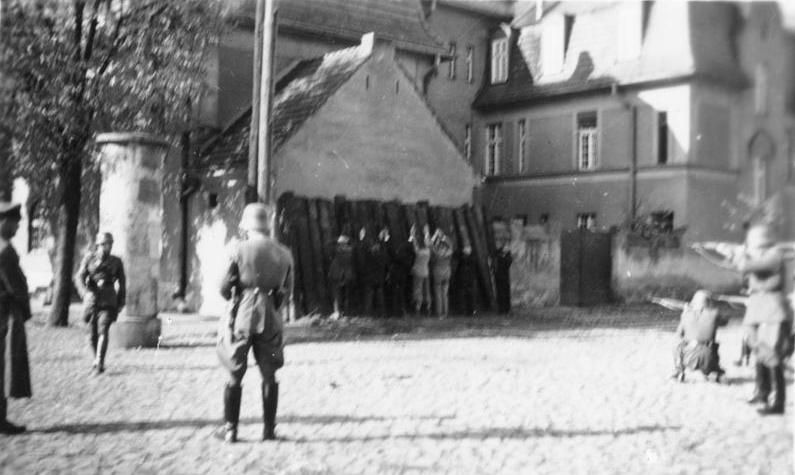
Exécution d'otages polonais par les Einsatzgruppen le 20 octobre 1939 à Kórnik (Deutsches Bundesarchiv).

L'opération Tannenberg est le nom de code d'une action d'extermination dirigée contre les cadres de la société polonaise conçue par l'Allemagne nazie en mai 1939 et mise en œuvre en septembre et octobre 1939. Elle est aussi connue sous le nom d'Intelligentzaktion,.

## Histoire
En mai 1939, une unité spéciale baptisée Tannenberg est créée au sein du RSHA. Conjointement avec la Gestapo, elle élabore, avant le début de l'invasion de la Pologne une liste de Polonais à interner ou fusiller, la Sonderfahndungsbuch Polen, qui comprend 61 000 membres de l'élite polonaise.
Du 1er septembre 1939 à octobre 1939, les 760 exécutions de masse, réalisées par les Einsatzgruppen, feront au moins 20 000 morts à plus de 60 000 morts.
Une formation spéciale appelée Volksdeutscher Selbstschutz, a été créée à partir de la minorité allemande vivant en Pologne et dont les membres ont été formés en Allemagne avant la guerre. La formation est responsable de nombreux massacres. En raison de sa mauvaise réputation, elle est dissoute par les autorités nazies après la campagne de septembre 1939.